# Пэнхуская операция
Пэнхуская операция (яп. 澎湖列島攻略作戦) — завершающая операция Первой японо-китайской войны, проводившаяся японскими армией и флотом 23-26 марта 1895 года.

## Предыстория
С приближением японо-китайской войны к концу, Японская империя начала предпринимать шаги, направленные на обеспечение послевоенного контроля над Тайванем и архипелагом Пэнху. Когда в конце марта после Битвы за Нючжуан и Инкоу в Северном Китае было заключено перемирие, оно не было распространено на эти острова, давая Японии возможность занять их без нарушения соглашения о прекращении огня. Острова Пэнху (Пескадорские острова), находящиеся в Тайваньском проливе, являлись «ключом к Тайваню», так как обладание ими давало возможность пресечь переброску подкреплений с материка на остров.
После того, как во время франко-китайской войны 1884—1885 годов острова были заняты французами, цинское правительство приняло меры по их укреплению. На архипелаге размещался гарнизон из 15 инов пехоты (около 5 тысяч человек) и была возведена береговая батарея.
15 марта 1895 года японские экспедиционные силы в составе 5500 человек отплыли к архипелагу Пэнху из Сасэбо.

## Ход кампании
20 марта японский конвой бросил якорь у острова Ванъань, находящегося южнее основной группы архипелага. 21 и 22 марта шторм сделал боевые действия невозможными, но 23 марта погода улучшилась, и с утра флот приступил к обстрелу береговой батареи на острове Магун. После часовой перестрелки батарея была подавлена. В полдень началась высадка войск, продолжавшаяся около двух часов. Во время высадки десанта батарея вновь ожила, однако её огонь не причинил японским войскам большого вреда. После небольшой стычки с китайскими войсками японский десант захватил плацдарм на побережье.
Рано утром 24 марта японские войска при поддержке батареи горных пушек двинулись вперёд. После взятия китайской батареи японские войска, подавляя разрозненное сопротивление китайских войск, заняли ряд деревень, и в конце концов вступили в административный центр архипелага. 26 марта японцы высадились на другом острове, где ещё были китайские укрепления, но те сдались без боя.

## Результаты
Острова были заняты японцами с минимальными потерями. В качестве трофеев им досталось 18 пушек, 2.663 ружья, около миллиона комплектов патронов, 3.173 мешка пороха, тысяча мешков риса и т. д. Китайские пленные, за исключением 8 офицеров, были отпущены на свободу. Однако через несколько дней после высадки в японских войсках разразилась эпидемия холеры, унёсшая жизни полутора тысяч человек.
Занятие японцами архипелага Пэнху сделала невозможной доставку китайских подкреплений на Тайвань, что послужило серьёзным козырем для японцев во время мирных переговоров. По Симоносекскому договору остров Тайвань и архипелаг Пэнху были переданы Китаем Японии.